# Lady Franklinfjorden
Lady Franklinfjorden is een fjord van het eiland Nordaustlandet, dat deel uitmaakt van de Noorse eilandengroep Spitsbergen.
Het fjord is vernoemd naar Jane Franklin, de vrouw van arctisch ontdekkingsreiziger John Franklin.

## Geografie
Het fjord ligt in het westen van het schiereiland Gustav-V-land en is zuidoost-noordwest georiënteerd. Het heeft een lengte van ongeveer 25 kilometer en mondt in het noordwesten uit in de Noordelijke IJszee. In het zuidoosten wordt het fjord gevoed door de gletsjers Nordre Franklinbreen en Søre Franklinbreen, afkomstig van de ijskap Vestfonna.
Ten zuidwesten van het fjord ligt het schiereiland Storsteinhalvøya en ten noordoosten het schiereiland Botniahalvøya.
Op ongeveer 20 kilometer naar het zuiden ligt het Murchisonfjorden en op ongeveer tien kilometer naar het noordoosten het fjord Brennevinsfjorden.